# Bugbear Entertainment
La Bugbear Entertainment è una società finlandese operante nel settore videoludico. Fondata nel marzo 2000, già nel 2007 poteva contare su 40 dipendenti. Nonostante le ridotte dimensioni dell'azienda, la società è specializzata nei videogiochi di corse, producendo la serie FlatOut e realizzando un titolo della serie Ridge Racer.

## Giochi sviluppati
| Videogioco                | Genere                     | Editore            | Data di pubblicazione            | Piattaforme                        |
| ------------------------- | -------------------------- | ------------------ | -------------------------------- | ---------------------------------- |
| Rally Trophy              | Simulazione, rally         | JoWooD             | 2001                             | PC                                 |
| Tough Trucks              | Simulazione, Monster truck | Activision         | 2003                             | PC                                 |
| FlatOut                   | Simulazione                | Empire Interactive | 2004                             | PC, Xbox, PlayStation 2            |
| Glimmerati                | Simulazione, arcade        | Nokia              | 2005                             | Nokia N-Gage                       |
| FlatOut 2                 | Simulazione                | Empire Interactive | 2006                             | PC, Xbox, PlayStation 2            |
| FlatOut: Ultimate Carnage | Simulazione                | Empire Interactive | 2008                             | PC, Xbox 360                       |
| Sega Rally Revo           | Simulazione, rally         | Sega               | 2007                             | PlayStation Portable               |
| Ridge Racer Unbounded     | Simulazione                | Namco Bandai Games | 2012                             | PC, Xbox 360, PlayStation 3        |
| Ridge Racer Driftopia     | Simulazione                | Bandai Namco Games | 2013                             | PC, Xbox 360, PlayStation 3        |
| Wreckfest                 | Simulazione                | THQ Nordic         | 2013 (Demo) 2017 (Pubblicazione) | PC, Xbox One, PlayStation 4        |
| Wreckfest 2               | Simulazione                | THQ Nordic         | TBA                              | PC, Xbox Series X/S, PlayStation 5 |